# Кутасова, Наталья Ивановна
Ната́лья Ива́новна Кута́сова ― советская российская актриса

 театра и кино, Заслуженная артистка РСФСР (1986), Народная артистка Российской Федерации (2002), артистка Театра на Васильевском (Санкт-Петербург).

## Биография
Родилась 27 декабря 1955 года в городе Валуйки, Белгородская область, РСФСР.
После завершения учёбы в средней школе поступила в Высшее театральное училище имени Михаила Щепкина, которое окончила в 1977 году. В училище занималась на курсе В.Б. Монахова.
После завершения училища приехала в город Челябинск, где с 1977 по 1990 год служила в местном Государственном академическом театре драмы имени Цвиллинга (ныне носит имя Наума Орлова.
Затем переехала в Санкт-Петербург, где с 1990 по 1992 год работала в Петербургский академический театр имени Ленсовета. С 1992 года актриса служит в Театре сатиры на Васильевском. В последнем Кутасова сыграла окола 30 ролей в таких спектаклях, как «Женитьба», «Макбет», «Даниэль Штайн, переводчик» и другие.
В 2001 году Натальи Кутасовой впервые снялась в кино: она сыграла Майю Семёновну, маму Миши и Марины, в сериале «Агентство НЛС». В фильмографии актрисы также роли в телепроектах «Тайны следствия 3 сезон», «Секретные поручения», «Лиговка», «Время Синдбада», «Поиски улик».
Особняком в кинокарьере Кутасовой стоит телетрилогия «С небес на землю», «Неразрезанные страницы» и «Один день, одна ночь», в которой она предстала в образе директор издательства Анны Иосифовны.
В 2008 году Наталья Кутасова вышла замуж за советского и российского актёра, Народного артиста Российской Федерации Сергея Паршина (снимавшегося в фильмах «Семейная тайна», «Морские дьяволы. Рубежи родины»). Супруги не раз появлялись вместе на экране, среди их совместных проектов «Любовь под надзором», «Неразрезанные страницы» и «Мельник».

## Театральные роли

### В Челябинском театре (1977―1987)
- Елизавета Достигаева ― Егор Булычов и другие
- Галина ― Берег
- Климентина ― Забыть Герострата
- Галька ― Деньги для Марии
- Панова ― Любовь Яровая
- Миссис Форд ― Виндзорские насмешницы
- Клавдия ― Фальшивая монета
- Лаура ― Маленькие трагедии
- Полина Андреевна ― Чайка
- Нила Снижко ― Барабанщица
- Маша ― Я – женщина
- Лиан ― Священные чудовища
- Аксюша ― Лес

### Театр Сатиры на Васильевском
- Она ― Наш Декамерон
- Агафья Тихоновна ― Женитьба
- Либби ― Хелло, мистер Такер!
- Мария Александровна ― Прощальная гастроль князя К.
- Таня ― Таня-Таня
- Милли ― Там живут люди
- Маркиза Мертей ― Опасные связи
- Глафира Фирсовна ― Последняя жертва
- Баба в красном ― Закликухи
- Мать ― Ариадна
- Вершина ― Вертепъ
- Леокадия Клэй ―Метафизика двуглавого теленка
- Серафина делла Роза ― Татуированная роза
- Миссис Отис ― Кентервиль
- Графиня де Сан-Фон ― Мадам де Сад
- Леди Макдуф ―Макбет
- Дада ― Саранча
- Наталья Ивановна ― Русское варенье
- Рита Ковач - «Даниэль Штайн, переводчик
- Кира ―Четыре последние вещи
- Энн Патнэм ― Салемские колдуньи
- Елена Николаевна ― Дети солнца
- Войницкая Мария Васильевна ― Дядя Ваня
- Елизавета Прокофьевна ― Идиот

## Награды и звания
- Медаль ордена «За заслуги перед Отечеством» II степени (2015)[2].
- Народная артистка Российской Федерации (2002).
- Заслуженная артистка РСФСР (1986).
- Премия Правительства Российской Федерации в области культуры (2010)[3].